# Meigenia unicinata
Meigenia unicinata là một loài ruồi trong họ Tachinidae.